# 道谷駅
道谷駅（トゴクえき）は大韓民国ソウル特別市江南区道谷洞にある、ソウル交通公社と韓国鉄道公社（KORAIL）の駅。

## 利用可能な鉄道路線
ソウル交通公社
 3号線 - 駅番号は344
韓国鉄道公社
 盆唐線 - 駅番号はK217

## 歴史
- 1985年10月18日 - ソウル特別市地下鉄公社3号線（当時）の駅が開業。
- 2003年9月3日 - 鉄道庁（当時）の盆唐線が開業。
- 2005年1月1日 - ソウル特別市地下鉄公社がソウルメトロに改組、鉄道庁が韓国鉄道公社に改組される。
- 2013年11月30日 - 盆唐線の急行の停車駅となる。
- 2017年5月31日 - ソウルメトロとソウル特別市都市鉄道公社が統合され、3号線はソウル交通公社の駅となる。

## 駅構造

### ソウル交通公社
ホーム階は地下4階で、相対式ホーム2面2線を有している。保安用にホームドアシステム（フルスクリーンタイプ）を装備する。上下線は一部は壁によって隔てられており、反対側は見る事ができない。大峙方に留置線があり、終電の1編成の留置に使用されている。
盆唐線に乗り換える場合はホーム中程にある連絡通路を利用して乗り換えることができる。
改札階は地下2階で、一部吹き抜け構造となっている。改札口は1ヶ所で、化粧室は改札外にある。
出入口は韓国鉄道公社と共同で、1番から4番までの計4ヶ所ある。

#### のりば
※案内上ののりば番号は設定されていない。 
| ホーム | 路線  | 行先                                      |
| ------ | ----- | ----------------------------------------- |
| 上り   | 3号線 | 高速ターミナル・鍾路3街・旧把撥・大化方面 |
| 下り   | 3号線 | 大峙・水西・可楽市場・梧琴方面            |

### 韓国鉄道公社
ホーム階は地下6階で、島式ホーム1面2線を有している。保安用にホームドアシステム（フルスクリーンタイプ）を装備する。全ての階段・エレベーターは改札階及び3号線ホーム階に繋がっているが、3号線の乗り換えにおいては北寄り（ハンティ寄り）の階段をのぼると大化方面（上りホーム）に、南寄り（九龍寄り）の階段をのぼると梧琴方面（下りホーム）に繋がっており、もし途中で間違えたことに気付いた場合は一旦戻るか地下2階まで上がらないと目的のホームにたどり着くことができないので注意が必要である。
改札階は地下1階で、改札口は北側と南側の2ヶ所ある。南側の改札のみホームへの連絡エレベーター及び化粧室（改札内）が設置されている。
出入口はソウル交通公社と共同で、1番から4番までの計4ヶ所ある。

#### のりば
※案内上ののりば番号は設定されていない。 
| ホーム | 路線   | 行先                       |
| ------ | ------ | -------------------------- |
| 上り   | 盆唐線 | 宣陵・江南区庁・往十里方面 |
| 下り   | 盆唐線 | 牡丹・竹田・水原方面       |

## 利用状況
近年の一日平均乗車人員推移は下記のとおり。
盆唐線の2003年は開業日の9月3日から12月31日までの120日間を基準にしたものである。
| 路線   | 路線     | 2000年 | 2001年 | 2002年 | 2003年 | 2004年 | 2005年 | 2006年 | 2007年 | 2008年 | 2009年 | 出典  |
| ------ | -------- | ------ | ------ | ------ | ------ | ------ | ------ | ------ | ------ | ------ | ------ | ----- |
| 3号線  | 乗車人員 | 8,483  | 9,788  | 9,615  | 10,206 | 8,733  | 9,088  | 9,710  | 9,563  | 9,169  | 9,178  | [ 1 ] |
| 3号線  | 降車人員 | 7,989  | 9,374  | 9,425  | 9,968  | 8,011  | 8,148  | 8,642  | 8,508  | 8,104  | 8,141  | [ 1 ] |
| 3号線  | 乗降人員 | 16,471 | 19,162 | 19,040 | 20,174 | 16,744 | 17,235 | 18,353 | 18,070 | 17,273 | 17,319 | [ 1 ] |
| 盆唐線 | 乗車人員 | 未開通 | 未開通 | 未開通 | 1,142  | 3,330  | 3,952  | 4,069  | 3,990  | 3,921  | 3,945  | [ 2 ] |
| 盆唐線 | 降車人員 | 未開通 | 未開通 | 未開通 | 1,101  | 3,022  | 3,931  | 4,058  | 4,067  | 4,108  | 4,140  | [ 2 ] |
| 路線   | 路線     | 2010年 | 2011年 | 2012年 | 2013年 | 2014年 | 2015年 | 2016年 | 2017年 | 2018年 | 2019年 | 出典  |
| 3号線  | 乗車人員 | 9,917  | 10,105 | 9,186  | 8,492  | 8,113  | 7,372  | 7,130  | 6,753  | 6,106  | 5,802  | [ 1 ] |
| 3号線  | 降車人員 | 8,974  | 9,342  | 8,517  | 7,871  | 6,527  | 6,788  | 6,733  | 6,468  | 6,006  | 5,832  | [ 1 ] |
| 3号線  | 乗降人員 | 18,891 | 19,447 | 17,703 | 16,363 | 14,640 | 14,160 | 13,863 | 13,221 | 12,112 | 11,634 | [ 1 ] |
| 盆唐線 | 乗車人員 | 3,757  | 3,574  | 3,815  | 6,321  | 6,606  | 6,671  | 6,992  | 7,026  | 6,912  | 7,022  | [ 2 ] |
| 盆唐線 | 降車人員 | 3,958  | 3,746  | 3,948  | 6,467  | 7,091  | 6,815  | 7,102  | 7,082  | 6,851  | 6,927  | [ 2 ] |

## 駅周辺
当駅は南部循環路と宣陵路の交差する交差点の真上に位置する。駅付近では、タワーパレスをはじめとする高層アパート（マンション）が立ち並んでいる。また、学校も多く存在している。
- ソウル大峙初等学校（朝鮮語版）
- ソウル大道初等学校（朝鮮語版）
- 中央大学校師範大学付属高等学校（朝鮮語版）
- 淑明女子中・高等学校（朝鮮語版）
- 大峙1洞住民センター
- 大青中学校（朝鮮語版）
- ヌルボッ公園
- 良才川
- サムスンタワーパレス
- 開浦宇成アパート
- 東部セントレヴィルアパート
- 三星レミアンアパート
- 開浦第5公園
- アカデミー・スイート（朝鮮語版）

## バス路線
| 1番出入口 | 3219番・442番・4432番・472番・6411番・8443番・9414番                               |
| 2番出入口 | 11-3番・2415番・3219番・3423番・402番・4319番・6009番・917番・9414番               |
| 3番出入口 | 11-3番・2413番・3423番・402番・4319番・442番・4432番・472番・6009番・4434番・917番 |
| 4番出入口 | 2413番・4432番・472番・6411番・4434番                                              |

## 隣の駅
ソウル交通公社
 3号線
メボン駅 (343) - 道谷駅 (344) - 大峙駅 (345)
韓国鉄道公社
 盆唐線
急行・緩行
ハンティ駅 (K216) - 道谷駅 (K217) - 九龍駅 (K218)